# Скупштина канонских православних епископа Сјеверне и Централне Америке
Скупштина канонских православних епископа Сјеверне и Централне Америке (енгл. Assembly of Canonical Orthodox Bishops of North and Central America) бивше је сабрање које је окупљало све православне епископе на простору Сјеверне и Централне Америке.
Називала се још и Епископска скупштина Сјеверне и Централне Америке.

## Историја
Скупштина канонских православних епископа Сјеверне и Централне Америке (раније позната као Епископска скупштина Сјеверне и Централне Америке) била је једна од 12 епископских скупштина које су установљене у различитим географским регионима широм свијета. Била је састављена од свих активних канонских православних епископа на простору Сјеверне и Централне Америке, из сваке јурисдикције.
Скупштина је формирана на основу одлуке Четврте предсаборске свеправославне конференције одржане у Шамбезију (Швајцарска) у периоду од 6. до 12. јуна 2009, гдје су се састали представници свих општепризнатих православних аутокефалних цркава. Представници су препознали значајне канонске „аномалије“ у организацији и животу Цркве у многим регионима. Уочили су да су ове аномалије, иако произашле због специфичних историјских разлога и пасторалних потреба, створиле многе проблеме за вјернике и дале привид нејединства унутар једне Цркве. Према томе, представници су се једногласно сложили око формирања епископских скупштина како би залијечили ове аномалије, што прије. Сврха Скупштине је била да доприноси јединству Православне цркве испуњавајући њене теолошке, еклисиолошке, канонске, образовне, мисионарске и филантропијске задатке. Ради тога, Скупштина је имала своја четири циља: да прокламује и промовише црквено јединство у Сјеверној и Централној Америци, да јача заједничку пасторалну свештеничку службу за све православне вјернике у овом региону, да заједнички наступа у име Цркве према свима оним ван ње и да организује Цркву у Сјеверној и Централној Америци у складу са еклисиолошком и канонском традицијом Православне цркве.
За разлику од претходне Сталне конференције канонских православних епископа у Америкама ова Скупштина је била прелазно тијело. Њен крајњи циљ је био да успјешно састави предлог о новој канонској организацији Цркве у Сјеверној и Централној Америци, након чега је било предвиђено да престане да постоји. Предлог треба да се разматра на предстојећем Светом и великом сабору Православне цркве.
Од априла 2014. канонски епископи у Сједињеним Америчким Државама су сабрани у Скупштини канонских православних епископа САД (енгл. Assembly of Canonical Orthodox Bishops of the United States of America), а они у Канади у Скупштини канонских православних епископа Канаде (енгл. Assembly of Canonical Orthodox Bishops of Canada). Епископи у земљама Централне Америке придружили су се Скупштини канонских православних епископа Латинске Америке.

## Чланство
Чланови Скупштине су били сви активни епархијски и викарни епископи православних јурисдикција у Сјеверној и Централној Америци. Редовно се састајала једном годишње. Предсједавајући Скупштине је био првојерарх Архиепископије америчке под јурисдикцијом Цариградске патријаршије.
Чланство Скупштине су чиниле сљедеће православне јурисдикције:
- Цариградска патријаршија — Архиепископија америчка, Митрополија мексичка, Америчка карпатско-руска православна епархија, Украјинска православна црква у САД, Украјинска православна црква у Канади и Албанска православна америчка епархија;
- Антиохијска патријаршија — Архиепископија сјеверноамеричка и Архиепископија мексичка и централноамеричка;
- Руска православна црква — Патријаршијске парохије у САД и Руска православна загранична црква;
- Српска православна црква — Српска православна црква у Сјеверној и Јужној Америци;
- Румунска православна црква — Архиепископија двије Америке;
- Бугарска православна црква — Епархија у САД, Канади и Аустралији;
- Грузијска православна црква — Батумска и ласка епархија;
- Православна црква у Америци.

Скупштина је као насљедник Сталне конференције канонских православних епископа у Америкама преузела све њене агенције и друга тијела.